# Battaglia di Abensberg
La battaglia di Abensberg è stata una battaglia che si è svolta, nell'ambito della guerra della quinta coalizione, tra francesi e austriaci il 20 aprile 1809.
Dopo l'invasione della Baviera ad opera delle truppe austriache al comando dell'Arciduca Carlo, l'armata francese, che contava anche forti contingenti bavaresi, guidata da Napoleone stesso, si scontrò con quella austriaca. Il primo di tre scontri che si svolsero fra il 20 ed il 23 aprile 1809 ebbe luogo a poca distanza dal villaggio di Abensberg. Vi si fronteggiarono le divisioni austriache dell'arciduca Luigi, fratello di Carlo,  e quelle del maresciallo dell'impero Lefebvre, appena rientrato dalla Spagna. Quest'ultimo, con le tre divisioni, due francesi comandate dai generali, de Saint-Hilaire e Friant e una bavarese, comandata dal generale Deroy, ebbe buon gioco nello sconfiggere le truppe austriache dell'arciduca Luigi. Nel contempo, poco più a sud, il generale francese Oudinot infliggeva una sonora sconfitta al generale austriaco Hiller. Dopo di che i francesi iniziarono l'avanzata verso Vienna, che culminò con la battaglia di Wagram.